# پت اوبراین
پت اوبراین (به انگلیسی: Pat O'Brien) نوازنده گیتار آمریکایی است که بیشتر به عنوان گیتاریست گروه دث متال کنیبال کورپس شناخته می‌شود. پت در شمال کنتاکی به دنیا آمد و در سال ۱۹۸۳ از دبیرستان کانر در هبرون کنتاکی فارغ التحصیل شد. او در حال حاضر ساکن فلوریدا است و صاحب یک مجموعه اسلحه از جمله فرانکی اسپاس ۱۲، کلاشنیکف و انواع تفنگ‌های تاکتیکی می‌باشد و در تمام طول عمر عضو انجمن ملی تفنگ آمریکا بوده‌است. او نویسنده برخی از آهنگ‌های پیچیده کنیبال کورپس از جمله "تبر به سر"، "حذف سیستماتیک"، "انتقام با پاره کردن شکم" و "کند اخته کردن" می‌باشد.
پت اوبراین در سال ۱۹۹۷ پس از ثبت دو آلبوم با نورمور و برای جایگزینی راب برت به کنیبال کورپس پیوست. او همچنین در گروه دث متال/ترش متال سرمونی در ده هشتاد و نیز در گروههای دیوید. تی، پریزونر، چاستین و مونستروسیتی به نوازندگی مشغول بوده‌است.
پت اوبراین در تور اروپائی گروه اسلیر جایگزین گری هولت خواهد شد و هولت برای اجرا با گروه خود در سانتیاگو به شیلی رفته است. هولت جایگزین گیتاریست اسلیر جف هنمن در تور استرالیا شده بود.